# Echelon (festival)
Pour les articles homonymes, voir Échelon.
L'Echelon Open Air and Indoor Festival est un festival de musique électronique organisé depuis 2009 à Bad Aibling, près de Rosenheim, en Allemagne. Avec jusqu'à 25 000 visiteurs en 2015, il est le plus grand festival de ce type en Bavière. Ce festival de trois jours est organisé chaque année en août par Permanent Entertainment GmbH.

## Histoire
Le festival a lieu pour la première fois en 2009 en tant que festival purement en plein air. Lors de son ouverture, il attire près de 3 500 visiteurs. L'année suivante, il n'était pas clair jusqu'en avril si le festival pouvait avoir lieu. En raison d'éventuelles nuisances sonores, l'autorisation est remise en question sur le plan politique. Finalement, il est convenu d'avancer le festival d'un jour (au samedi) et d'installer une scène supplémentaire dans un ancien hangar d'aviation. Pour des raisons de place, seuls 2 400 des quelque 7 000 visiteurs ont pu accéder à l'espace intérieur. Les autres ont toutefois pu faire la fête à l'extérieur devant la scène en plein air. En 2011, le festival a de nouveauu lieu en plein air avec une autorisation exceptionnelle de la ville de Bad Aibling. Cette année, il n'y avait pas d'espace intérieur, car l'ancien hall d'aviation avait été fermé en raison de problèmes statiques. À la place, une deuxième scène en plein air a été installée. Selon l'organisateur, la portée du festival continue de croître, avec des visiteurs venus de toute l'Europe, des États-Unis et du Canada.
En 2011, Echelon reçoit le prix bavarois des festivals (Kulturell wertvollste Musikfestival 2011) en tant que « festival de musique le plus précieux sur le plan culturel en 2011. » En 2012, en plus des deux scènes en plein air, le Fliegerhalle est de nouveau utilisé comme espace d'accueil intérieur. Ainsi, trois scènes sur une surface de près de 12,000 m2 sont disponibles. Elle devient la première édition du festival Echelon qui affiche complet avec environ 17 000 visiteurs. En 2013, l'Echelon Open Air, qui affiche complet avec 25 000 visiteurs, est de nouveau distingué et primé comme l'un des plus beaux festivals de musique d'Allemagne. La coopération entre les autorités, l'organisateur (Airport Aibling GmbH) et la police de Bad Aibling est considérée comme exemplaire dans le secteur. Pour la première fois en 2013, le festival se déroule sur 4 scènes, dont la Mainstage pour 18 000 personnes l'Echelon Stage pour 10 000 personnes, la Kater Holzig Stage pour 6 000 personnes ainsi que l'Indoor Electric Motion Stage pour 2 500 personnes. En tant que festival indépendant de musique électronique, l'Echelon Festival fait partie des précurseurs dans ce segment.
En 2014, l'Echelon affiche également complet avec 25 000 visiteurs. On constate d'ailleurs que le festival a désormais une portée suprarégionale et que les visiteurs venaient de toute l'Europe. Pour la première fois, le festival s'est déroulé sur 5 scènes. Main Stage, Weird Stage, Electronic Motion Stage (hall) Kater Mucke, Berlin Stage et VIP Stage dans la zone VIP. Pour la première fois, le site est agrandi et une aire de camping est aménagée, notamment pour une Warm Up Party le vendredi précédant l'Echelon proprement dit pour les visiteurs venus de loin. En 2017, le festival est interrompu en raison d'une tempête et d'une forte pluie, faisant une dizaine de blessés.
En 2020 et 2021, le festival est annulé en raison de la persistance de la pandémie de Covid-19,.

## Lieu
Le lieu du festival est la station Bad Aibling abandonnée. En 1952, l'armée américaine y a repris un ancien aérodrome militaire qui a ensuite été transformé en station d'écoute des services secrets américains à l'étranger (ASA). Les remarquables coupoles blanches (radômes) datent de ces travaux d'aménagement. Ils faisaient office de radars du réseau d'espionnage américain Echelon, qui s'étend dans le monde entier et qui est à l'origine du nom du festival. La station est fermée en 2004 et est utilisée depuis lors pour diverses manifestations.

## Programmations
- 2009 : Paul Kalkbrenner, Moonbootica, André Galluzzi, Pele, Findling, Delgado, George Townston, Brad Inox.

- 2010 : Paul Kalkbrenner, Turntablerocker, Dario Delgado, Felix Kröcher, George Townston, Pele, Steve Looney, DJ Maxage, Sven Thiemann.

- 2011 : Lexy & K-Paul, Turntablerocker, Fritz Kalkbrenner, Moonbootica, Monika Kruse, Felix Kröcher, Extrawelt, AKA AKA, Pele, Dario Delgado, Steve Looney.

- 2012 : Marek Hemmann, Lexy & K-Paul, Monika Kruse, Moonbootica, Oliver Koletzki & Fran, AKA AKA feat. Thalstroem, Len Faki, DJ Karotte, Dominik Eulberg, Format:B, Sascha Braemer, Pele & Shawnecy, Nico Stojan, Townston & Delgado, Tres Puntos, Steve Looney, Krämer & Lindberg, Schallvergiftung.

- 2013 : Fritz Kalkbrenner, Umek, Lexy & K-Paul, Moonbootica, DJ Martini, Klangkarussell, Oliver Koletzki, AKA AKA feat. Thalstroem, Monika Kruse, Extrawelt, Format:B, Tube & Berger, Monkey Safari, Sascha Braemer, Nico Stojan, Dirty Doering, Marcus Meinhardt, Pele & Shawnecy.

- 2014 : Moonbootica, Dubfire, Lexy & K-Paul, Pan-Pot, Klingande, Monika Kruse, Marek Hemmann, Extrawelt, AKA AKA feat. Thalstroem, Len Faki, Andhim, Robin Schulz, Oliver Koletzki, Klaudia Gawlas, Dominik Eulberg, Format:B, Felix Kröcher, DJ Karotte, Alle Farben, Oliver Schories, Nico Stojan, Lexer, Faul, Markus Kavka.

- 2015 : Fritz Kalkbrenner, Robin Schulz, Klangkarussell, Moonbootica, Alle Farben, Chris Liebing, Len Faki, Monika Kruse, Andhim, Sascha Braemer, WestBam.

- 2016 : Ben Klock, Lost Frequencies, Robin Schulz, Adam Beyer, Karotte, Felix Kröcher, Klaudia Gawlas, Dominik Eulberg, Britta Arnold, Extrawelt, Maceo Plex.

- 2017 : Ben Klock, Maceo Plex, Oliver Heldens, Adam Beyer, Alle Farben, Felix Jaehn, Andhim, Dirty Doering, DJ Rush, Extrawelt, Felix Kröcher, Kerstin Eden, Len Faki, Gheist.

- 2018 : Paul Kalkbrenner, Don Diablo, Carl Cox, Dominik Eulberg, Ostblockschlampen, Sascha Braemer, Marek Hemmann, Yellow Claw, Pan-Pot, Boris Brejcha.

- 2019 : Amelie Lens, AKA AKA, Deborah De Luca, Adam Beyer, Chris Liebing, Felix Kröcher, Robin Schulz, Neelix, Maceo Plex, Stephan Bodzin, Sascha Braemer.

- 2023 : 999999999, AKA AKA, Akki, Alfred Heinrichs, Alignment, Alle Farben, Angerfist, Anna Reusch, Artbat, Brennan Heart, Brutalismus 3000, Charlie Sparks, Charlotte de Witte, Clara Cuvé, Da Tweekaz, Deborah De Luca, Denise Schneider, Die Gebrüder Brett, Dirty Doering, DJs from Mars, Dominik Eulberg, Droplex, Einmusik, Exil der Schatten, Falscher Hase, Fät Tony, Felix Kröcher, Fjaak DJ, Format:B, Funk Assault (Chlär vs. Alarico), Glockenbach, Harris And Ford, HBZ, Headhunters, Heimlich Knüller, Hozho, Hügel, I Hate Models, In Verruf, James Hype, Joyhauser, Karla Blum, Klangkünstler, Klaudia Gawlas, Kobosil, Len Faki, Mark Dekoda, Mausio, MCR-T, Meduza, Moonbootica, Morten, Motvs, MRD B2B Narciss, Neelix, Nico Moreno, Nils Hoffmann, Nusha, Oliver Koletzki, Oliver Schories, Paolo Ferrara, Pappenheimer, Parfait, Paul Kalkbrenner, Peacock in Concert, Ran-D, Regal, Reinier Zonneveld, Robin Schulz, Sam Paganini, Shawnecy, SHDW & Obscure Shape, Shlømo, SNTS, Somewhen, Soace 92, Stella Bossi, Stephanie Raschke, Steve Looney, Sub Zero Project, T78, Tøby Rømeø, Trym, Viken Arman, Vini Vici, Vize, Maxtreme, Xenia, Xinobi.